# Бобби Зи
Роберт Б. Ривкин (англ. Robert B. Rivkin; род. 9 января 1956) — американский музыкант и музыкальный продюсер, наиболее известен как барабанщик группы Принса с 1978 по 1986 год, а также как участник The Revolution.

## Жизнь и карьера

### Ранняя жизнь
Ривкин начал свою музыкальную карьеру в возрасте шести лет, играя на нескольких различных инструментах, перед тем, как окончательно не остановился на ударных. В школе основал небольшую группу для выступлений в Миннеаполисе, в неё входил будущий тренер Chicago Bears — Марк Трестман, он играл на ритм-гитаре.

### Карьера с Принсом
Он встретил Принса в конце 1970-х, в то время Принс формировал свою первую группу для гастролей.

### Карьера после Принса и The Revolution
Bobby Z спродюсировал несколько треков на альбоме Боя Джорджа Tense Nervous Headache. Ривкин помог Wendy & Lisa с записью их дебютного альбома, а также выпустил свой собственный одноимённый альбом в 1989 году (в нём содержалась перезаписанная версия на «River Run Dry», которую он написал для The Family).

### Текущая жизнь
Bobby Z ведёт радио-шоу каждую субботу на 96.3 K-TWIN в Миннеаполисе.

### Оборудование
Ударные установки:
- Black Simmons SDSV,
- Simmons SDSV Module,
- Linn LM-1 Drum Machine,
- Black Pearl Syncussion(x2),
- Pearl Syncussion Module(x2),
- 14" HiHat,
- 18" Crash,
- 20" Ride,
- 16" Crash